# Op vrijersvoeten
Op vrijersvoeten is het 4de album in de stripreeks van W817. Het scenario is geschreven door Hec Leemans en het album is getekend door Luc Van Asten en Wim Swerts. De strip werd in 2004 uitgegeven door Standaard Uitgeverij.

## Het verhaal
Wanneer Birgit de man van haar leven in een park ontmoet blijkt hij al bezet te zijn. Eerst schijnt het dat het het viendje van Steve is maar later blijkt dat het een misverstand is en dat het het vriendje van Zoë is. Birgit doet er intussen alles aan de aandacht van die man naar zich te vestigen. Intussen wil ook Akke zijn liefde binnendoen maar dat loopt een beetje fout en hij belandt in het ziekenhuis. Uiteindelijk blijkt hij Elefantiasis te hebben, een aandoening waardoor zijn voeten 5 keer groter zijn dan normaal. Al deze gebeurtenissen zorgen voor een depressie van Akke.

## Hoofdpersonages
- Jasmijn De Ridder
- Akke Impens
- Zoë Zonderland
- Carlo Stadeus
- Birgit Baukens
- Tom Derijcke
- Steve Mertens

## Gastpersonages
- Ruan
- De jongens uit de klas van Jasmijn
- Juffrouw Simforosa
- Professor Scalpel
- Dokter Mn'Bulawesi